# Nikon FM2
Le Nikon FM2 est un appareil photographique reflex mono-objectif de format 35 mm. Il a été produit, de 1982 à 2001, par la compagnie japonaise d’optique Nippon Kogaku K. K (propriétaire-fondateur de la marque Nikon depuis 1946).

## Caractéristiques
Ce boîtier est une évolution directe du Nikon FM dont il reprend les principales caractéristiques, et les améliore sans innovations majeures.
Le boîtier utilise un obturateur plan focal à translation verticale en titane, reconnaissable grâce à son motif en nid d'abeilles, permettant des vitesses d'obturation de 8 secondes au 1⁄4 000 s ainsi qu'une synchro-flash au 1⁄200 s et de la pose Bulb. 
Le tout étant contrôlé par un asservissement mécanique, l'appareil peut donc parfaitement fonctionner sans pile (seule la cellule photosensible sera inutilisable). Il ne bénéficie donc pas de la priorité à l'ouverture des Nikon FE et FE2.
À partir de 1984, la synchro-flash est portée au 1⁄250 s. Cette version plus rapide du FM2 est parfois désignée comme FM2n, bien que le sigle « FM2 » soit toujours sérigraphié sur le boîtier, un N apparaît à côté du numéro de série au dos de l'appareil. L'obturateur en titane sera remplacé à partir de 1989 par un obturateur en alliage d'aluminium.
Contrairement à la gamme F, les viseurs ne sont pas interchangeables, mais on peut néanmoins par une opération simple effectuer un changement du verre de visée : 
- à stigmomètre et microprismes ;
- à dépoli fin et quadrillage ;
- à dépoli fin.

Il partage avec la gamme des Nikon FE, FE2 et FM de nombreux accessoires :
- moteurs pour une vitesse de 4 vues par seconde MD12 ;
- dos dateurs MF16 ;
- viseurs d'angle et loupes de visée.

De même, la baïonnette F subit une évolution en intégrant le système AI-s qui permet le calcul de la lumière par la cellule en utilisant le diaphragme réel, tout en bénéficiant du confort de la pleine ouverture pour la visée.
Il est donc pleinement compatible avec les séries d'optiques suivantes : AI, AI-s, AI-p, AF, AF-D, Série E. Sauf restrictions de certains grand-angles à cause de la contrainte du miroir ne pouvant être bloqué en position haute.